# Gand-Wevelgem 1992
La 54e édition de Gand-Wevelgem a eu lieu le 8 avril 1992. La course est remportée par l'Italien Mario Cipollini (GB-MG Boys Maglificio-Bianchi) à la suite de la disqualification pour « irrégularité au sprint » de l'Ouzbèke Djamolidine Abdoujaparov (Carrera Jeans-Tassoni), il est suivi dans le même temps par le Belge Johan Capiot (TVM-Sanyo) et par l'Italien Adriano Baffi (Ariostea).

## Classement final
La course est remportée par l'Italien Mario Cipollini (GB-MG Boys Maglificio-Bianchi), l'Ouzbèke Djamolidine Abdoujaparov (Carrera Jeans-Tassoni), vainqueur l'année précédente ayant été déclassé pour « irrégularité au sprint ».
| \| Classement général \| Classement général \| Classement général \| Classement général \| Classement général \| \| Coureur \| Coureur \| Pays \| Équipe \| Temps \| \| ------------------ \| -------------------- \| ------------------ \| ----------------------------- \| ------------------ \| \| 1er \| Mario Cipollini \| Italie \| GB-MG Boys Maglificio-Bianchi \| 4 h 49 min 00 s \| \| 2e \| Johan Capiot \| Belgique \| TVM-Sanyo \| + 0 s \| \| 3e \| Adriano Baffi \| Italie \| Ariostea \| + 0 s \| \| 4e \| Jean-Paul van Poppel \| Pays-Bas \| PDM-Ultima-Concorde \| + 0 s \| \| 5e \| Jelle Nijdam \| Pays-Bas \| Buckler \| + 0 s \| \| 6e \| Uwe Raab \| Allemagne \| PDM-Ultima-Concorde \| + 0 s \| \| 7e \| Johan Museeuw \| Belgique \| Lotto-Belgacom \| + 0 s \| \| 8e \| Olaf Ludwig \| Allemagne \| Panasonic-Sportlife \| + 0 s \| \| 9e \| Giovanni Fidanza \| Italie \| Gatorade-Chateau d'Ax \| + 0 s \| \| 10e \| Nico Verhoeven \| Pays-Bas \| PDM-Ultima-Concorde \| + 0 s \| |                      |           |                               |                 |
| |                      |           |                               |                 |
| Sources : ProCyclingStats Cycling Archives |                      |           |                               |                 |
| Classement général |                      |           |                               |                 |
| Coureur | Coureur              | Pays      | Équipe                        | Temps           |
| 1er | Mario Cipollini      | Italie    | GB-MG Boys Maglificio-Bianchi | 4 h 49 min 00 s |
| 2e | Johan Capiot         | Belgique  | TVM-Sanyo                     | + 0 s           |
| 3e | Adriano Baffi        | Italie    | Ariostea                      | + 0 s           |
| 4e | Jean-Paul van Poppel | Pays-Bas  | PDM-Ultima-Concorde           | + 0 s           |
| 5e | Jelle Nijdam         | Pays-Bas  | Buckler                       | + 0 s           |
| 6e | Uwe Raab             | Allemagne | PDM-Ultima-Concorde           | + 0 s           |
| 7e | Johan Museeuw        | Belgique  | Lotto-Belgacom                | + 0 s           |
| 8e | Olaf Ludwig          | Allemagne | Panasonic-Sportlife           | + 0 s           |
| 9e | Giovanni Fidanza     | Italie    | Gatorade-Chateau d'Ax         | + 0 s           |
| 10e | Nico Verhoeven       | Pays-Bas  | PDM-Ultima-Concorde           | + 0 s           |